# Міконос
Міконос (грец. Μύκονος) — острів в Кікладському архіпелазі. Розташований між сусідніми островами Тінос, Сірос, Парос і Наксос. Омивається водами Егейського моря. Площа — 85 км². Адміністративний центр — місто Міконос.

## Загальні відомості
На острові немає скель і крутих круч. В основному він покритий низькими пагорбами, на яких розташовується багато сіл.
Основні галузі економіки: рибництво, будівництво і туризм. Діє Національний аеропорт острів Міконос.
Офіційним талісманом острова вважається рожевий пелікан Петрос.

## Історія
Острів отримав свою назву від античного героя Міконоса. Згідно з міфологією Геракл винищив на острові гігантів, тіла яких скам'яніли і перетворилися на скелі острова.
Першими поселенцями острова були єгиптяни, потім крітяни, пізніше за них змінили вихідці з Афін. Міконос не уникнув долі всієї Греції, по ньому також пройшла хвиля завоювань, залишивши свої сліди в архітектурі.
Венеційці завоювали острів в 1207 році і панували тут, поки його в першій половині XVI століття не завоювали турки.
Міконос був звільнений в 1830 році, після війни за незалежність.

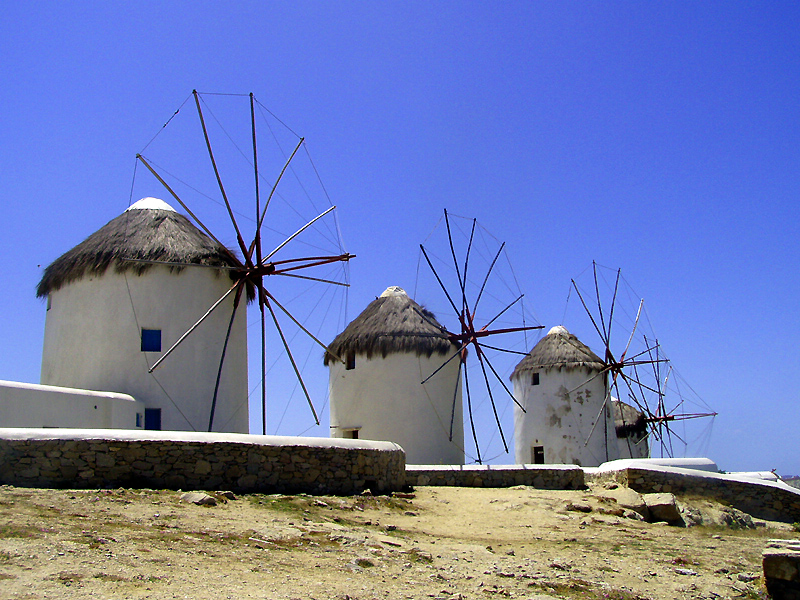
Вітряки на острові

### Демографія
| Рік  | Населення |
| ---- | --------- |
| 1971 | 3,863     |
| 1981 | 5,530     |
| 1991 | 6,179     |
| 2001 | 9,320     |

## Екскурсійні об'єкти
- Парапортіані — декілька маленьких церков, присвячених Богородиці, що з'єлись воєдино;
- Археологічний музей;
- Етнографічний музей;
- Морський музей Егейського моря;
- Монастир Богородиці Турляні.